# Tipula (Lunatipula) balearica
Tipula (Lunatipula) balearica is een tweevleugelige uit de familie langpootmuggen (Tipulidae). De soort komt voor in het Palearctisch gebied.